# 11. honvedska konjeniška divizija (Avstro-Ogrska)
11. honvedska konjeniška divizija (nemško 11. Honvéd-Kavallerie-Division) je bila konjeniška divizija avstro-ogrskega Honveda, ki je bila aktivna med prvo svetovno vojno.

## Organizacija
Maj 1914
- 22. honvedska konjeniška brigada
- 24. honvedska konjeniška brigada

## Poveljstvo
Poveljniki (Kommandanten)
- Julius Nagy von Töbör-Éthe: avgust - december 1914
- Ferdinand von Bissingen und Nippenburg: december 1914 - december 1915
- Karl Czitó: december 1915 - oktober 1916
- Ladislaus Jóny de Jamnik: november 1916 - januar 1918
- Paul Hegedűs: januar - november 1918